# Transparantie (politiek)
Transparantie is openheid binnen de politiek en bestuurszaken of een bestuurlijk of juridisch orgaan, zoals een overheid of een internationale instelling. In hoeverre een bestuurssysteem transparant is, valt moeilijk objectief vast te stellen. Dit in tegenstelling tot openbaarheid, de aanduiding voor een rechtstoestand. Openbaarheid is een juridisch controleerbare situatie die is te meten door de mate waarin informatie uit bestuurlijke documenten fysiek of digitaal toegankelijk is. Overigens kan transparantie ook deel uitmaken van een bredere beoordeling van het overheids- of bedrijfsbeleid: dan is er sprake van governance. 

## Nederland
In de (Nederlandse) Wet openbaarheid van bestuur komt het begrip openheid slechts eenmaal voor: in de aanhef van de wet. Verderop beperkt de wet zich tot openbaarheid. In documenten van de Europese Unie wordt transparantie gebruikt om er zowel openheid als openbaarheid mee aan te duiden. Politieke transparantie is het voornaamste streven van politieke partijen zoals die van Hans-Peter Martin, Europa Transparant en Nederland Transparant. In 2005 is besloten tot een samenwerkingsverband van Hans-Peter Martin, Paul van Buitenen en Ashley Mote onder de naam Platform for Transparency (PfT).

## België
In België is de openbaarheid van bestuur in 1993 vastgelegd in de Grondwet. De federale en gewestelijke bestuursniveaus hebben ieder een eigen regeling inzake openbaarheid. Openheid daarentegen is vaak een thema in de publieke opinie wanneer mistoestanden aan het licht komen, zoals met het Agustaschandaal in 1993, de dioxinecrisis in 1999, of het Publifinschandaal in 2016. Een ander belangrijk aspect van transparantie is publiek inzicht in de mandaten, door politici uitgeoefend in zowel bestuurs- als bedrijfsfuncties. Belgische journalisten hebben daarvoor websites opgezet zoals Cumuleo en Openthebox. Op het stuk van corruptie kreeg België meermaals kritische opmerkingen in het landenrapport van de Groep van Staten tegen Corruptie (GRECO).

## Europese Unie
Op Europees vlak is het Transparantieregister van de EU een niet-verplichte registratie van lobbyisten die proberen het Europees beleid te beïnvloeden.
Op 20 februari 2018 activeerde EU-ombudsvrouw O'Reilly een versnelde procedure voor de behandeling van klachten tegen de ontoegankelijkheid van documenten. De Europese ombudsdienst gaat er dan van uit dat de betrokken administratie al haar motieven kenbaar heeft gemaakt, zodat daar niet op hoeft gewacht te worden. Een uitspraak zou binnen de 40 dagen kunnen volgen.

## Internationaal
Voor het wereldwijd bevorderen van transparantie in onder andere politiek en bedrijfsleven is de organisatie Transparency International opgericht. Deze meet jaarlijks de perceptie van transparantie binnen vrijwel alle landen ter wereld. De corruptieperceptie-index is de bekendste graadmeter.